# Erillo
Erillo di Cartagine o di Calcedonia (in greco antico: Ἥριλλος?, Hérillos; 250 a.C. circa) è stato un filosofo greco antico, stoico, allievo di Zenone di Cizio. Visse nel III secolo a.C.

## Pensiero
Si allontanò significativamente dagli insegnamenti di Zenone e ritenne che la conoscenza (ἑπιστήμη) fosse l'obiettivo (τέλος) della vita:
 Sostenne anche l'esistenza di un secondo fine subordinato (ὑποτελής): questo fine subordinato faceva riferimento al termine stoico οἰκείωσις . Erillo riteneva che anche coloro che non fossero stati saggi avrebbero potuto aspirare al fine subordinato; tuttavia, solo i saggi avrebbero raggiunto il fine principale.
Erillo considerò anche gli aspetti pratici della vita di tutti giorni: li ritenne necessari e pertanto non aventi alcun valore etico. Fu inoltre accusato da Cicerone di suggerire che vi fossero due obiettivi distinti nella vita.

## Opere
Diogene Laerzio gli attribuisce le seguenti opere:
- Περὶ ἀσϰήσεως - Sulla formazione
- Περὶ παθῶν - Sulle passioni
- Περὶ ὐπολήψεως - Sul giudizio
- Νομοθέτης - Il legislatore
- Μαιευτιϰός - La maieutica
- Άντιφέρων - L'avversario
- Διδάσϰαλος - Il maestro
- Διασϰευάζων - Il preparatore
- Εὐθύνων - Il correttore
- Ἑρμῆς - Hermes
- Μήδεια - Medea
- Θέσεων ἠθιϰῶν - Tesi sull'etica
- alcuni dialoghi